# Степановка (Мензелинский район)
Степановка — деревня в Мензелинском районе Татарстана. Входит в состав Аюского сельского поселения.

## География
Находится в восточной части Татарстана на расстоянии приблизительно 17 км на юго-восток по прямой от районного центра города Мензелинск.

## История
Основана в конце XVIII века помещиком С. Н. Можаровым. Упоминалась также как Харькевич, Харькевщина.

## Население
Постоянных жителей было: в 1795 — 21, в 1811 — 62, в 1859 — 90, в 1870—104, в 1884—212, в 1897—154, в 1906—187, в 1913—197, в 1920—181, в 1926—203, в 1938—187, в 1949 — 93, в 1958 — 87, в 1970—340, в 1979—215, в 1989 — 53, в 2002 — 71 (русские 76 %), 57 в 2010.